# Saimir Pirgu
Saimir Pirgu (Elbasan, 23 settembre 1981) è un tenore albanese naturalizzato italiano.

## Biografia
Ha studiato canto al Conservatorio di musica Claudio Monteverdi di Bolzano con Vito Maria Brunetti.
All'età di 22 anni è stato scoperto da Claudio Abbado che lo ha scelto per interpretare il ruolo di Ferrando nel Così fan tutte di Mozart. Collabora con teatri e istituzioni musicali come: Teatro alla Scala di Milano, Opéra National de Paris, Royal Opera House di Londra, Metropolitan Opera di New York, Opera di Stato di Vienna, Gran Teatre del Liceu di Barcellona, Teatro Bolshoi di Mosca, Staatsoper e Deutsche Oper di Berlino, Festival di Salisburgo, Musikverein di Vienna, Bayerische Rundfunk di Monaco e Concertgebouw di Amsterdam.
Saimir Pirgu ha vinto il primo premio nei concorsi internazionali Caruso di Milano nel 2002 e Tito Schipa di Lecce sempre nello stesso anno. 
È stato insignito del Premio Franco Corelli nel 2009 ad Ancona e del premio "Pavarotti D'Oro" nel 2013.
Nel 2014 è stato naturalizzato italiano dal Presidente della Repubblica Giorgio Napolitano.
Nel febbraio 2016 è uscito il suo Album "Il Mio Canto", edito da Opus Arte. Orchestra del Maggio Musicale Fiorentino diretta da Speranza Scappucci.

## Premi e riconoscimenti
- 2002: Primo premio al concorso Caruso (Milano)
- 2002: Primo premio al concorso Tito Schipa (Lecce)
- 2004: Premio "Eberhard-Waechter-Gesangsmedaille" (Vienna)
- 2009: Premio "Franco Corelli" (Ancona)
- 2013: Premio "Pavarotti d'Oro"
- 2016: "Çelësit të Qytetit" ("La Chiave della Città"), onorificenza della capitale dell'Albania, Tirana

## Repertorio
| Ruolo              | Titolo                    | Autore         |
| ------------------ | ------------------------- | -------------- |
| Christian          | Cyrano de Bergerac        | Alfano         |
| Tebaldo            | I Capuleti e i Montecchi  | Bellini        |
| Faust              | La damnation de Faust     | Berlioz        |
| Lenskij            | Evgenij Onegin            | Čajkovskij     |
| Vaudemont          | Iolanta                   | Čajkovskij     |
| Edmondo            | Elena e Costantino        | Carnicer       |
| Nemorino           | L'elisir d'amore          | Donizetti      |
| Edgardo Ravenswood | Lucia di Lammermoor       | Donizetti      |
| Faust              | Faust                     | Gounod         |
| Roméo              | Roméo et Juliette         | Gounod         |
| Giocondo           | Il burbero di buon cuore  | Martín y Soler |
| Des Grieux         | Manon                     | Massenet       |
| Werther            | Werther                   | Massenet       |
| Idomeneo           | Idomeneo                  | Mozart         |
| Don Ottavio        | Don Giovanni              | Mozart         |
| Ferrando           | Così fan tutte            | Mozart         |
| Tamino             | Die Zauberflöte           | Mozart         |
| Tito Vespasiano    | La clemenza di Tito       | Mozart         |
| Rodolfo            | La bohème                 | Puccini        |
| Rinuccio           | Gianni Schicchi           | Puccini        |
| Paolo              | Francesca da Rimini       | Rachmaninov    |
| Edoardo            | La cambiale di matrimonio | Rossini        |
| Alì                | Adina                     | Rossini        |
| Cavalier Belfiore  | Il viaggio a Reims        | Rossini        |
| Il pastore         | Król Roger                | Szymanowski    |
| Macduff            | Macbeth                   | Verdi          |
| Duca di Mantova    | Rigoletto                 | Verdi          |
| Alfredo Germont    | La traviata               | Verdi          |
| Gabriele Adorno    | Simon Boccanegra          | Verdi          |
| Riccardo           | Un ballo in maschera      | Verdi          |
| Fenton             | Falstaff                  | Verdi          |

## Discografia
- "Il mio canto" (Opus Arte), 2015
- K. Szymanowski - Król Roger (London Royal Opera House 2015) Opus Arte, 2015
- G. Verdi - La traviata (Teatro di San Carlo 2012) CG Entertainment, 2015
- Operngala (Naxos), 2015
- G. Verdi - Rigoletto (Zürich Opernhaus 2014), 2015,
- G. Verdi - Requiem (Vienna Musikverein 2013), 2014
- G. Verdi - Requiem (München, Bayerische Rundfunk 2013), 2014,
- V. Bellini - I Capuleti e i Montecchi (San Francisco Opera 2012), 2014
- New Year's Concert 2013 (Venice, Teatro la Fenice 2013), 2014
- W. A. Mozart –  Die Zauberflöte (Milan, Teatro alla Scala 2011), 2012,
- G. Puccini –  La bohème im Hochhaus (Live from Berne, Switzerland, 2009), 2010
- G. Verdi –  La traviata (Opéra Royal de Wallonie, Belgium 2009) 2009
- V. Martín y Soler – Il burbero di buon cuore (Madrid, Teatro Real 2007) 2009
- V. Martín y Soler – Il burbero di buon cuore (Madrid, Teatro Real 2007) 2013
- R. Carnicer – Elena e Costantino (Madrid, Teatro Real 2005) 2009
- G. Rossini – La cambiale di matrimonio (Rossini Opera Festival 2006) 2008
- G. Rossini – La cambiale di matrimonio (Rossini Opera Festival 2006) 2007
- Opera Night (Opera Cologne, for the German AIDS Foundation, 2005), 2006
- Angelo Casto e Bel (Universal), 2006